# El Raval
El Raval este un cartier din districtul 1, Ciutat Vella, al orașului Barcelona. Este de asemenea cunoscut sub denumirea de „Barri Xino”, însemnând „Cartierul Chinezesc” în limba catalană. Este unul din cartierele istorice ale orașului vechi, celălalt fiind Barri Gòtic.
Zona este istoric cunoscută pentru viața de noapte și cabaretele dinspre strada Parallel, precum și pentru prostituție și nivelul ridicat de criminalitate. Ravalul a fost modificat mult în anii care au urmat Olimpiadei din 1992, fiind create complexe de locuit noi, amenajate parcuri, zone verzi si inserții urbane precum Macba sau Rambla de Raval. Țesutul etnic în Raval este unul dintre cele mai diverse în Barcelona - 47.4% din populație este născută în altă parte, din Pakistan, Bangladeș sau India, precum și din țări din Europa de Est, în special din România.
Ravalul a devenit de asemenea una dintre zonele mondene căutate de artiști pentru a munci sau a trăi. Există numeroase baruri, restaurante și viață de noapte.

## Limite
În partea de nord este delimitat de Piața Universidad, strada Pelai și Piața Catalunya. La est limita este Rambla, iar în vest și sud limita sunt bulevardele Ronda Sant Antoni, Ronda Sant Pau și Avinguda del Paral·lel, care urmăresc vechiul contur al zidurilor cetății.

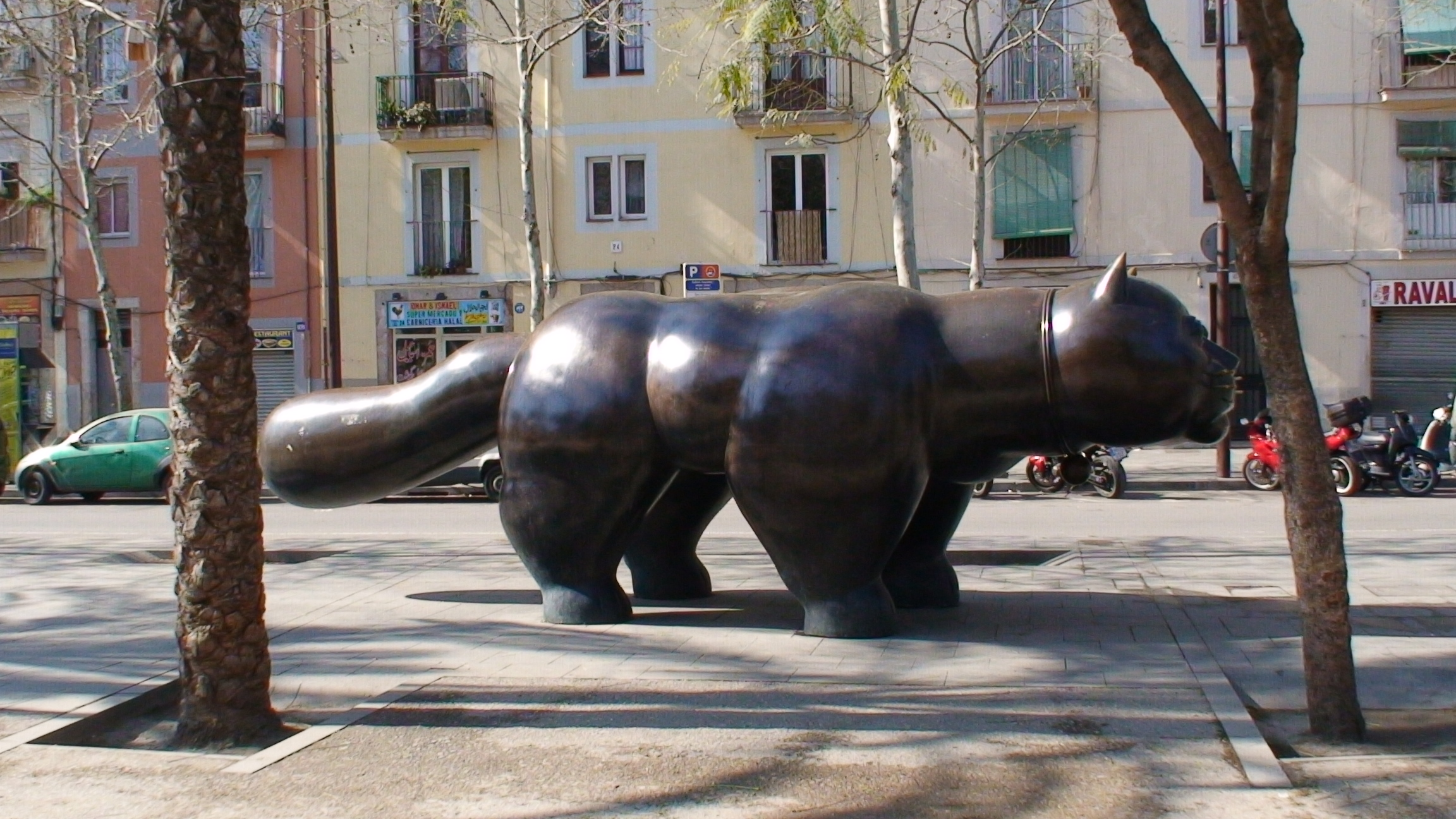
Pusic (Pisica) sculptorului columbian Botero în Rambla del Raval